# Belly Dancer (Bananza)
Belly Dancer (Bananza) - jest czwartym singlem senegalskiego rapera Akona z jego debiutu Trouble. Osiągnął #30 pozycję na Billboard Hot 100. Nieco większy sukces odniósł w Wielkiej Brytanii dochodząc tam do piątego miejsca na UK Singles Chart. Remiks utworu nagrany z Kardinalem Offishallem został potem wydany jako b-side singla.

## Lista utworów
UK CD1
1. "Belly Dancer (Bananza)" (Clean) - 4:00
2. "Trouble Nobody" (Explicit) - 3:21

UK CD2
1. "Belly Dancer (Bananza)" (Explicit) - 4:00
2. "Trouble Nobody" (Clean) - 3:21
3. "Belly Dancer (Bananza)" (Instrumental) - 4:00
4. "Belly Dancer (Bananza)" (Video) - 4:00